# حجم کوانتومی
حجم کوانتومی (انگلیسی: Quantum volume) معیاری است که قابلیت‌ها و نرخ‌های خطای یک رایانش کوانتومی را اندازه‌گیری می‌کند. این معیار اندازه حداکثر مدارهای مربعی مدار کوانتومی است که می‌توان آن‌ها را به‌طور موفقیت‌آمیز توسط کامپیوتر پیاده‌سازی کرد. شکل مدارها مستقل از معماری کامپیوتر کوانتومی است، اما کامپایلر می‌تواند آن‌ها را تبدیل و بهینه‌سازی کند تا از ویژگی‌های کامپیوتر بهره‌برداری کند؛ بنابراین، می‌توان حجم کوانتومی معماری‌های مختلف را مقایسه کرد.

## مقدمه
مقایسه کامپیوترهای کوانتومی دشوار است. حجم کوانتومی یک عدد واحد است که برای نشان دادن عملکرد کلی طراحی شده است. این یک اندازه‌گیری است نه یک محاسبه، و چندین ویژگی از یک کامپیوتر کوانتومی را در نظر می‌گیرد، شروع از تعداد کیوبیت‌ها—معیارهای دیگر شامل خطاهای گیت و اندازه‌گیری، هم‌شنوی و اتصال‌پذیری است.
آی‌بی‌ام معیار حجم کوانتومی خود را تعریف کرد زیرا تعداد ترانزیستورهای یک کامپیوتر کلاسیک و تعداد کیوبیت‌های یک کامپیوتر کوانتومی یکسان نیستند. کیوبیت‌ها با از دست دادن عملکرد دچار دکوهیسیون می‌شوند، بنابراین چند بیت مقاوم در برابر خطا به عنوان یک معیار عملکردی از تعداد زیادی کیوبیت پر از نویز و مستعد خطا، ارزش بیشتری دارند. به‌طور کلی، هرچه حجم کوانتومی بیشتر باشد، مسائل پیچیده‌تری می‌تواند یک کامپیوتر کوانتومی حل کند.
معیارهای جایگزینی مانند Cross-entropy benchmarking, rQOPS (عملیات کوانتومی قابل اعتماد در ثانیه) که توسط مایکروسافت پیشنهاد شده، CLOPS (عملیات لایه‌ای مدار در ثانیه) که توسط آی‌بی‌ام پیشنهاد شده و Algorithmic Qubits نیز توسط یونکیو پیشنهاد شده‌اند.

## تعریف

### تعریف اصلی
حجم کوانتومی یک کامپیوتر کوانتومی در ابتدا در سال ۲۰۱۸ توسط نیکولاج مول و همکارانش تعریف شد. اما از حدود سال ۲۰۲۱، این تعریف توسط بازتعریف حجم کوانتومی توسط آی‌بی‌ام در سال ۲۰۱۹ جایگزین شده است.
تعریف اصلی بستگی به تعداد کیوبیت‌ها N و همچنین تعداد مراحل قابل اجرا دارد، عمق مدار d:
{\displaystyle {\tilde {V}}_{Q}=\min[N,d(N)]^{2}.}
عمق مدار بستگی به نرخ خطای مؤثر εeff دارد که به صورت زیر تعریف می‌شود:{\displaystyle d\simeq {\frac {1}{N\varepsilon _{\mathrm {eff} }}}.}
نرخ خطای مؤثر εeff به‌عنوان میانگین نرخ خطای یک گیت دو کیوبیتی تعریف می‌شود. اگر گیت‌های دو کیوبیتی فیزیکی اتصال کامل به تمام کیوبیت‌ها نداشته باشند، گیت‌های اضافی دروازه‌های منطقی کوانتومی ممکن است برای پیاده‌سازی یک گیت دو کیوبیتی دلخواه نیاز باشند و εeff > ε، جایی که ε نرخ خطای گیت‌های دو کیوبیتی فیزیکی است. اگر گیت‌های سخت‌افزاری پیچیده‌تری مانند گیت تفلی سه کیوبیتی در دسترس باشند، ممکن است εeff < ε.
عمق مدار مجاز زمانی کاهش می‌یابد که کیوبیت‌های بیشتری با همان نرخ خطای مؤثر اضافه شوند؛ بنابراین با این تعاریف، به محض این‌که d(N) < N، حجم کوانتومی کاهش می‌یابد اگر کیوبیت‌های بیشتری اضافه شوند. برای اجرای یک الگوریتم که فقط به n < N کیوبیت در یک ماشین N-کیوبیتی نیاز دارد، ممکن است انتخاب یک زیرمجموعه از کیوبیت‌ها با اتصال‌پذیری خوب مفید باشد. برای این حالت، مول و همکارانش یک تعریف دقیق‌تر از حجم کوانتومی ارائه داده‌اند:
{\displaystyle V_{Q}=\max _{n<N}\left\{\min \left[n,{\frac {1}{n\varepsilon _{\mathrm {eff} }(n)}}\right]^{2}\right\},}
که حداکثر آن برای انتخاب دلخواه از n کیوبیت‌ها گرفته می‌شود.